# Pristomerus honiarensis
Pristomerus honiarensis är en stekelart som beskrevs av Kusigemati 1985. Pristomerus honiarensis ingår i släktet Pristomerus och familjen brokparasitsteklar. Inga underarter finns listade i Catalogue of Life.